# Papyrus 2
Papyrus 2 (in der Nummerierung nach Gregory-Aland {\displaystyle {\mathfrak {P}}}2) ist eine frühe Kopie des Neuen Testaments in Griechisch. Es ist ein Papyrusmanuskript des Johannesevangeliums und wird auf das 6. Jahrhundert datiert. Es wird im Ägyptischen Museum in Florenz  unter der Inventarnummer 7134 aufbewahrt. Auf der Rückseite des Fragments befindet sich ein Teil von Lukas 7,22–26;50 in koptisch.
Das Fragment scheint von einem Lektionar zu stammen. Der Texttyp ist eklektisch.
Aland ordnete es in die Kategorie III ein.